# Anekumena
Anekumena je území na Zemi trvale neosídlené a hospodářsky nevyužívané lidmi. Jedná se většinou o území trvale zaledněná (Antarktida), vysokohorská (Himálaj), nebo jinak klimaticky nevhodná.